# Melicuccà
Melicuccà – miejscowość i gmina we Włoszech, w regionie Kalabria, w prowincji Reggio Calabria.
Według danych na rok 2004 gminę zamieszkiwało 1079 osób, 63,5 os./km².